# 827
827(팔백이십칠)은 826보다 크고 828보다 작은 자연수다.

## 수학
- 144번째 소수(素數)다. 앞의 소수는 823, 다음 소수는 쌍둥이 소수인 829다.
  - 베르누이 수의 분자 {\displaystyle B_{102}}를 나눌 수 있는 비정규 소수다.
- {\displaystyle 827=103+107+109+113+127+131+137}
  - 연속하는 소수(素數) 7개의 합으로 나타낼 수 있으며, 이 성질을 지닌 앞의 수는 791, 다음 수는 863이다.
- {\displaystyle 827=3^{2}+17^{2}+23^{2}}
  - 서로 다른 세 소수의 제곱합으로 나타낼 수 있는 11번째 소수다. 이 성질을 지닌 앞의 수는 659, 다음 수는 971이다. (OEIS의 수열 A182479)

## 과학
- NGC 827: 고래자리 방향에 있는 나선은하.

## 교통

### 철도
- 수도권 전철 8호선 모란역의 역번호.

### 도로
- 827번 지방도: 전라남도 해남군 북일면에서 영암군 영암읍까지 이어지는 대한민국의 지방도.
- 827번 홋카이도도(일본어판)

## 군사
- USS 힐스버러 컨트리 (LST-827)(영어판): 제2차 세계 대전에 사용된 미국의 전차상륙함.
- U-827(영어판): 제2차 세계 대전에 사용된 나치 독일의 군용 잠수함.

## 문화유산
- 대한민국의 보물 제827호: 김제 금산사 대장전

## 기타
- 날짜: 8월 27일
- 연도: 827년, 기원전 827년